# Emily Lakdawalla
Emily Stewart Lakdawalla, née le 8 février 1975 est une journaliste et écrivain scientifique américaine, blogueuse, et membre de The Planetary Society.
Spécialisée en géologie et géographie de Mars, elle mène des actions de vulgarisation de la science par le biais de différents médias en faisant interagir le public et les professionnels de l'espace. Elle anime notamment des émissions sur National Public Radio, BBC portant sur la planétologie et l'exploration spatiale. Elle tient un blog sur le site de la Planetary Society qui fournit un éclairage détaillé sur les missions d'exploration du système solaire et les résultats obtenus. 

## Biographie

### Études
Emily Lakdawalla obtient une licence (bachelor) en géologie à Amherst College puis un Master de sciences en géologie planétaire à l'Université Brown.

### Carrière
Après ses études à Amherst, Emily Lakdawalla passe deux ans à enseigner les sciences dans une école de Lake Forest (Illinois). En 1997, prenant exemple sur un projet de simulation spatiale exploitant les images envoyées par la sonde Galileo des deux lunes de Jupiter Io et Europe, elle décide d'entreprendre de manière indépendante des recherches portant sur la géologie structurale.

### The Planetary Society
Lakdawalla rejoint The Planetary Society en 2001 comme directrice-adjointe du projet Red Rover Goes to Mars, un programme éducatif sur l'exploration martienne créé par Lego. En 2002 et 2005, en soutien des exercices d'entrainement pour le rover martien, elle dirige une compétition internationale pour sélectionner des élèves du secondaire pour le centre de Pasadena en Californie.
Lakdawalla est rédactrice de l'édition en ligne de The Planetary Society pour leurs opérations sur l'Île Devon au Canada destinés à tester un drone pour Mars au Canada dans des conditions proches des conditions martiennes,. Elle participe également au lancement de Cosmos 1.

## Recherches
À Amherst, Emily Lakdawalla étudie les déformations méta-sédimentaires rocheuses dans le Nord-Est de l’État de Washington. En parallèle, à Brown, elle effectue des analyses des images radar envoyées par la sonde Magellan et dépouille les données topographiques de la région de Baltis Vallis sur Vénus dans le but de modéliser son histoire géologique.
Emily Lakdawalla publie ses recherches sur la topographie d'un stratovolcan potentiel sur Mars relevé par l'altimètre laser de Mars Global Surveyor. Elle participe dans le cadre d'une équipe internationale sur les données transmises par les rovers martiens et évalue le site de l'Île Devon comme un site de test pour les drones développés pour Mars,.
Le travail d'Emily Lakdawalla avec Pamela L. Gay et al. sur l'immersion du public dans les contenus éducatifs et interactifs traitant d'astronomie a été cité de nombreuses fois.
Emily Lakdawalla est également engagée comme défenseuse des projets de recherches en sciences citoyennes particulièrement ceux d'exploration spatiale comme CosmoQuest et Zooniverse.

## Vie personnelle
Lakdawalla vit à Los Angeles avec son époux Darius Lakdawalla (en) et ses deux filles.

## Publications
Lakdawalla écrit des articles pour Sky & Telescope. Elle y traite des sujets sur Mars, la Lune, les planètes extrasolaires, les vaisseaux spatiaux et les objets de la ceinture de Kuiper.
Depuis 2013, Lakdawalla tient l'éditorial "In the Press" du mensuel Nature Geoscience.

## Distinctions
- Prix Jonathan-Eberhart (2011)[12],[13].
- L'astroïde (274860) Emilylakdawalla est nommé d'après elle.